# 중부리도요
중부리도요(Numenius phaeopus, Eurasian whimbrel)는 도요과에 속하는 섭금류이다. 마도요속에 속하는 새들 가운데 가장 널리 퍼져있는 것 중 하나이다. 냉대 아시아, 유럽 다수 지역, 남쪽으로 스코틀랜드에 이르는 지역에서 번식한다. 이 종과 Hudsonian whimbrel은 최근에 분리되었으나 일부 분류 기관들은 이 둘을 같은 종류로 취급한다.
중부리도요는 아프리카, 남아시아의 해안에서 오스트레일리아에 이르는 지역으로 겨울을 나는 철새이다. 철새 이주 기간 중에는 연안새이기도 하다.

## 내용
몸 길이는 37~47센티미터, 날개 길이는 75~90센티미터, 몸무게는 270~493그램이다. 주로 회색을 띄는 갈색이며 등은 흰색이고 부리는 길고 굽어있다.

## 아종
5개의 아종이 있다.
- N. p. islandicus – Brehm, C.L., 1831: breeds mainly in Iceland, but also in Greenland, Faroe Islands, and Scotland; winters mainly in West Africa, but ranges from southwestern Europe to Benin and Togo[4][5][6]
- N. p. phaeopus – (Linnaeus, 1758): nominate, found from Norway to north central Siberia
- N. p. alboaxillaris – Lowe, 1921: found from western Kazakhstan to southwestern Siberia (rare, endangered)
- N. p. rogachevae – Tomkovich, 2008: found in central Siberia
- N. p. variegatus – (Scopoli, 1786): found in northeastern Siberia